# Viñedo de Champaña
El viñedo de Champaña (en francés, vignoble de Champagne) es una región vinícola francesa que se encuentra al norte de Francia, en la región de Gran Este. Los viñedos se extienden principalmente por el departamento del Marne, aunque hay también en Aube y Aisne.

## Variedades viníferas
Para hacer el champán, se mezclan una uva blanca (chardonnay) y dos tintas (pinot noir y pinot meunier). Pinot meunier ocupa la mitad de la superficie de cultivo de Champaña.

## Estilos de vino
El vino más conocido de esta gran región vitícola es el renombrado champán, pero la Champaña no produce sólo champán, sino también otros vinos más clásicos tintos, blancos y rosados. Se les llama vino natural de Champaña. Son los descendientes de los vinos tranquilos que rivalizaban con los vinos de Borgoña.

## Clasificación del vino
Hay dos denominaciones de origen: AOC Champagne para el champán y AOC Coteaux Champenois para los vinos "tranquilos" (no espumosos). Las mejores añadas se clasifican como milesimé, indicando el año. La AOC Coteaux champenois nació en 1974, pero al tratarse de vinos que se hacen con las mismas variedades que el champán, compiten con él por el mismo terroir.